# Hephaestus Fossae
Hephaestus Fossae, benannt nach dem griechischen Gott des Feuers Hephaistos, ist eine sich über etwa 600 Kilometer erstreckende Region westlich des Elysium Mons in der Region Utopia Planitia.